# Mark Morris (calciatore)
Mark Morris (Chester, 1º agosto 1968) è un ex calciatore britannico, di ruolo portiere.

## Carriera
Ha giocato dalla seconda alla quinta serie del campionato inglese.
Nel 1990-1991, con il Wrexham militante in Division Four, ha disputato 4 partite in Coppa delle Coppe.

## Palmarès

### Club

#### Competizioni nazionali
- Coppa del Galles: 1

Wrexham: 1985-1986